# 徳島県立鴨島支援学校
徳島県立鴨島支援学校（とくしまけんりつ かもじましえんがっこう）は、徳島県吉野川市鴨島町敷地にある公立養護学校（特別支援学校）。

## 沿革
- 1957年 - 麻植郡鴨島町飯尾敷地小学校、鴨島第一中学校の特別学級として設立。
- 1974年 - 徳島県立鴨島養護学校を設立。
- 1986年 - 文部省特殊教育実験学校に指定される。
- 2004年 - 創立30周年記念式典を挙行。
- 2010年 - 徳島県立鴨島支援学校へ校名を変更。

## 設置課程
- 小学部
- 中学部
- 高等部